# Спаньоли, Гвидо
Гвидо Спаньоли (итал. Guido Spagnoli; 12 декабря 1896, Имола — 25 октября 1963, Болонья) — итальянский композитор.
В 1915 году ушёл добровольцем на Первую мировую войну. Артиллерист, в 1925 году был награждён военным крестом «За воинскую доблесть» за отличие в Битве при Пьяве (1918).
После завершения военных действий окончил Болонский музыкальный лицей (1921) по классу композиции Франко Альфано, учился также у Луиджи Торки. С 1931 года преподавал там же гармонию и контрапункт, в 1945—1947 гг. директор лицея (преобразованного к тому времени в Болонскую консерваторию). Среди его учеников, в частности, Нунцио Монтанари и Пьетро Гросси.
Музыка Спаньоли относится к позднеромантической традиции. Его произведения рубежа 1920—1930-х гг. — в частности, Два интермеццо для оркестра, Романтическая увертюра, триптих для солистов, хора и оркестра «Два пастуха» (итал. I due Pastori, на слова Луиджи Орсини) — входили в репертуар дирижёра Вилли Ферреро и вызывали неоднозначную реакцию современной прессы, включая резкую критику со стороны фашистских газет.